# Cajophora chuquitensis
Cajophora chuquitensis là một loài thực vật có hoa trong họ Loasaceae. Loài này được (Meyen) Urb. & Gilg mô tả khoa học đầu tiên năm 1900.